# 瑪勒教堂

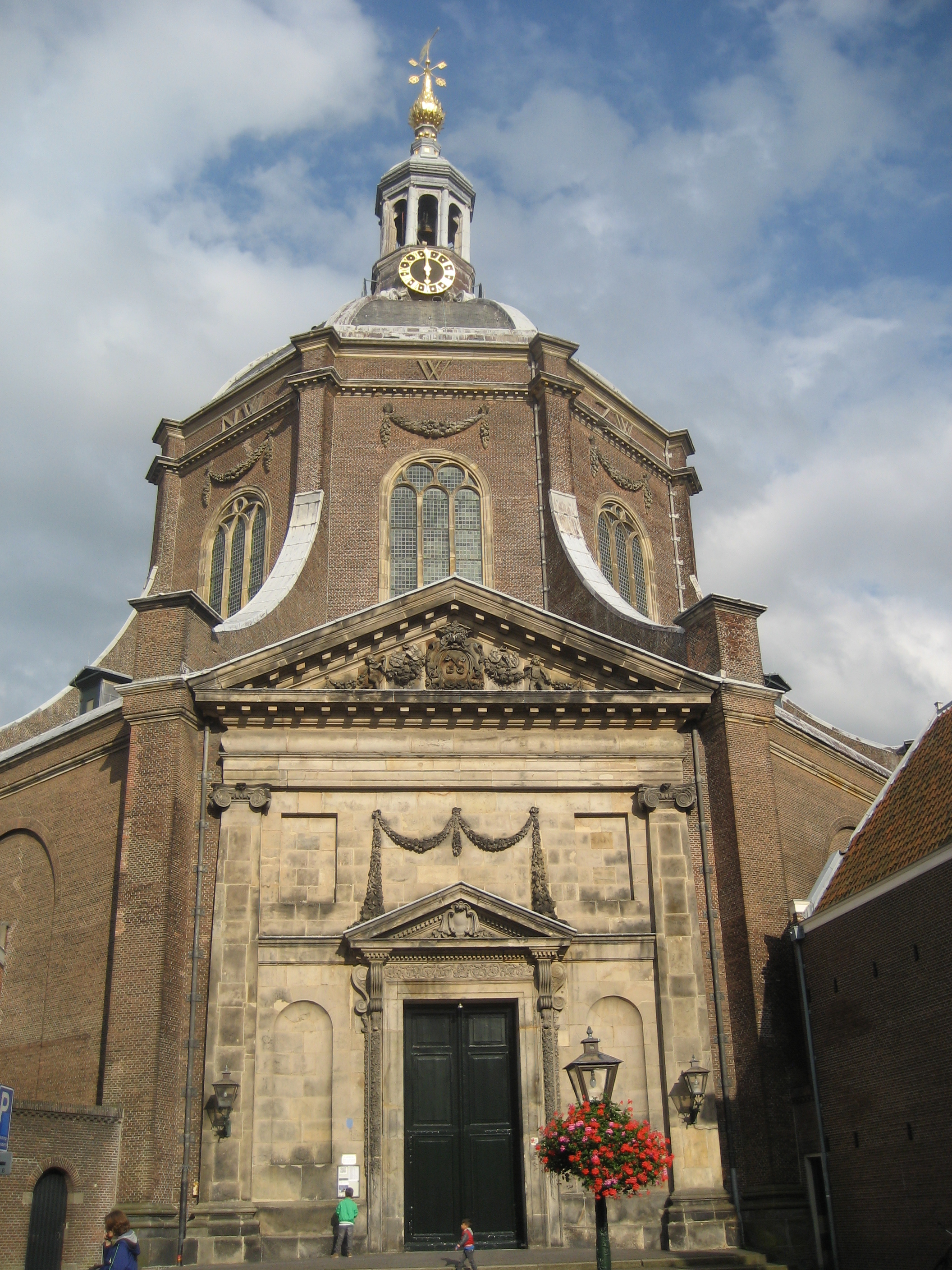
瑪勒教堂

瑪勒教堂（Marekerk） 是荷蘭城市萊頓的一座新教教堂。這座教堂由Arent van ’s-Gravesande設計於1639年至1649年，並自1649年啟用。教堂的圓形外觀十分醒目，是萊頓的地標建築之一。